# Léo Bonneville
Pour les articles homonymes, voir Bonneville.
Léo Bonneville, né le 22 septembre 1919 à Montréal (Québec, Canada) et mort le 23 juin 2007 à Outremont (Québec), était un éditeur de presse et journaliste qui a longtemps dirigé la revue Séquences consacrée au cinéma.

## Biographie
Son père Duncan Bonneville est argenteur de miroirs. La famille comprend neuf enfants, six garçons et trois filles. Léo s'investit très jeune dans une démarche chrétienne. À l'âge de seize ans, il souhaite devenir novice. Après avoir obtenu les diplômes nécessaires, il devient enseignant principalement pour des établissements catholiques à Montréal. Après la 2e guerre mondiale, il rejoint la France pour enseigner notamment dans les zones sinistrées par les bombardements. Il rejoint le pensionnat de Pontcharra-sur-Turdine (Rhône) en 1946 puis est nommé à Lyon aux Éditions de l'École et la Famille une année plus tard. Après avoir travaillé en Belgique, il revient au Canada. Dès lors, la vogue des ciné-clubs touche les pays francophones et il est chargé de diriger cette activité au sein des établissements où il travaille. Il devient ainsi « adepte du cinéma ».
En parallèle, il achève sa maîtrise ès arts de l'Université de Montréal, après avoir décroché un baccalauréat en arts de l'Université d'Ottawa. Il choisit de poursuivre ses études sur le 7e Art à Paris, à l'Institut de filmologie de la Sorbonne et à l'Institut des Hautes Études cinématographiques. De retour à Montréal, il lance en 1963 le premier congrès des ciné-clubs.

## Séquences
La revue Séquences, la plus ancienne revue francophone de cinéma en Amérique du Nord toujours en activité, permet de créer des relations entre les membres des ciné-clubs. Sous tutelle de l'Office diocésain du cinéma, son directeur conserve sa liberté éditoriale. Aux origines simple bulletin, la revue devient progressivement un véritable magazine. Son contenu comprend critiques de films, entretiens avec les réalisateurs, reportages sur la production, festivals… Durant quarante années, Léo Bonneville dirige Séquences en publiant également des éditions spéciales consacrées à certains événements, sujets ou thèmes comme « Norman McLaren », « L'Animation à l'O.N.F. », « Un cinéaste saisi par la perfection », « Le Cinéma au Québec »…

## Contributions
Présent dans différents festivals internationaux, il préside ou participe aux jurys du Festival de Cannes, de San Sebastian, Montréal, Venise… En parallèle, il rassemble une trentaine d'interviews de cinéastes québécois dans une chronique intitulée "Le cinéma québécois par ceux qui le font".

## Distinctions
- 2001 -  Membre de l'Ordre du Canada[5]